# John Belushi
John Adam Belushi (Chicago, 24 de gener de 1949 – Los Angeles, 5 de març de 1982) fou un còmic, actor i músic estatunidenc que es feu famós pel seu paper a The Blues Brothers.

## Biografia

### Infància i joventut
John Belushi va néixer a Chicago, Illinois, fill d'Agnes Belushi, filla d'immigrants albanesos, i Adam Belushi (n. 1919), d'origen albanès que va emigrar d'Albània als setze anys. John va créixer als afores de Chicago, a Wheaton amb el seu germà Jim cinc anys més petit, allà va anar a l'institut Wheaton Central High School on va jugar a l'equip de futbol americà (a la posició de segona línia defensiva) i on també va conèixer la que seria la seva esposa, Judy Jacklin. Després del seu pas per l'institut John Belushi va ser estudiant de la University of Wisconsin–Whitewater i del College of DuPage.

### Inicis
Belushi es va iniciar en el món de la comèdia l'any 1971 quan es va unir al grup còmic de Chicago "The Second City". Gràcies a les seves imitacions, sobretot la del cantant Joe Cocker, el va contractar la companyia National Lampoon's Inc., primer per a treballar a un show anomenat National Lampoon's Lemmings (una paròdia del Festival de Woodstock) on va conèixer alguns dels seus companys del programa Saturday Night Live (SNL) com Chevy Chase i Christopher Guest.
De 1973 a 1975 va participar en l'espai radiofònic The National Lampoon Radio Hour, un programa de mitja hora setmanal radiat arreu del país en aproximadament sis-centes estacions. A partir de 1974, quan el director Michael O'Donoghue va deixar el programa, Belushi es va fer càrrec de la direcció fins que el programa va ser finalment cancel·lat. Alguns dels participants de l'espai serien més endavant habituals de SNL com Gilda Radner, Bill Murray, Brian Doyle-Murray. Va ser en aquest període quan John va contreure matrimoni amb Judy Jacklin. Val a dir que molts del curts humorístics del programa de ràdio serien més endavant adaptats a "sketch" en les primeres temporades de SNL.

### 1975 - 1979
John Belushi va fer-se conegut gràcies al programa Saturday Night Live, abans citat. John va ser-hi des del començament (1975) fins a 1979 quan va deixar el show per dedicar-se a explotar la seva carrera com a actor de cinema.
Va ser també en aquesta època quan John va participar en una de les seves pel·lícules més conegudes, Animal House, on donava vida a John "Bluto" Blutarsky, un irreverent estudiant del fictici Faber College i membre de la fraternitat Delta Tau Chi, sense cap mena de respecte per les normes o ell mateix. Belushi va ser l'únic actor contractat per a participar en la pel·lícula (la resta eren membres de la companyia [National Lampoon's] i van treballar com a part de la seva feina per aquesta companyia). Com moltes de les biografies sobre Belushi que s'han publicat constaten, en el moment del seu trentè aniversari (el 1979), John Belushi podia presumir de tenir la pel·lícula amb beneficis dels EUA (per Animal House), el disc número 1 als EUA (per The Blues Brothers: Briefcase Full of Blues) i participava en el programa nocturn més ben considerat del moment (per Saturday Night Live).
En aquesta etapa, tal com ha declarat el seu amic i company Dan Aykroyd (The Blues Brothers, 1941...) John en moltes ocasions acabava molt cansat després de la gravació dels capítols de SNL i apareixia de matinada a casa d'amics i companys per menjar alguna cosa i quedar-se a dormir, fet que va inspirar un curt anomenat "The Thing That Wouldn't Leave (La Cosa que no Marxarà) on el mateix turmentava un matrimoni (interpretat per Jane Curtin i Bill Murray) anant constantment a casa seva a buscar menjar, diaris i revistes per llegir.
Belushi va abandonar SNL per dedicar-se plenament a la seva carrera com a actor de cinema. Algunes de les pel·lícules més remarcables que va fer són The Blues Brothers (1980), pel·lícula basada en personatges del programa Saturady Night Live i amb cameos de personatges molt coneguts com a Aretha Franklin, James Brown, Ray Charles o Cab Calloway i 1941 dirigida pel director Steven Spielberg, a totes dues va estar acompanyat del seu company de programa Dan Aykroyd.

### Mort
El 5 de març de 1982 John Belushi va ser trobat mort a la seva habitació del Bungalow #3 del Chateau Marmont a Sunset Bvd., Los Angeles. La causa de la mort va ser una "speedball", una dosis combinada de cocaïna i heroïna. La nit de la seva mort havia rebut la visita de dos amics propers, l'actor Robin Williams i Robert De Niro. Tots dos van confirmar a la policia que quan van abandonar l'habitació el van deixar acompanyat d'un grup de persones entre les quals hi havia Cathy Smith. Encara que la seva mort va ser investigada pel departament d'homicidis, el doctor forense Ryan Norris i els seus col·legues van confirmar que la causa de la mort van ser les drogues.
Dos mesos després, en una entrevista a "National Enquirer", Cathy Smith va admetre ser la responsable de donar a John la dosis letal. Quan l'article va ser publicat (sota el títol de "I killed Belushi", "Jo vaig matar en Belushi") el 29 de juny de 1982 el cas va ser reobert i Cathy arrestada sota el càrrec d'assassinat en primer grau, encara que finalment va ser acusada d'homicidi involuntari, crim pel qual va estar quinze mesos a la presó.
Belushi i el ja citat Dan Aykroyd havien estat seleccionats per presentar el Premi de l'Acadèmia als Millors Efectes Especials, cerimònia que havia de tenir lloc quatre setmanes després de la mort de Belushi. Finalment, el premi va ser presentat per Dan Aykroyd sol i va recordar-se del seu amic dient: "My partner would have loved to have been here to present this award, given that he was something of a visual effect himself." (Al meu company li hauria encantat ser avui aquí presentant aquest guardó, tenint en compte que ell era una mena d'Efecte Especial en si mateix). El premi se'l va emportar la pel·lícula de la sèrie Indiana Jones, "A la recerca de l'arca perduda".
Belushi va ser enterrat al cementeri d'Abel's Hill, a Chilmark, Massachusetts, una població a l'illa de Martha's Vineyard. L'epitafi de la seva tomba és: I may be gone, but Rock and Roll lives on (Jo potser ja no hi sóc, però el rock & roll continua vivint o és viu). També hi ha un monument dedicat a la seva memòria al cementiri d'Elmwood a River Grove, Illinois, on hi ha l'epitafi He Gave Us Laughter (Ens va donar somriures o Ens va regalar rialles).

## Filmografia
- Tarzoon: Shame of the Jungle (1975) (veu)
- Animal House (1978)
- The Rutles: All You Need Is Cash (1978) (televisió)
- Camí del sud (Goin' South) (1978)
- Old Boyfriends (1979)
- 1941 (1979)
- The Blues Brothers (1980)
- Continental Divide (1981)
- Veïns (Neighbors) (1981)

## Imitacions a Saturday Night Live

### Personatges
| - Al Hirt - Babe Ruth - Bert Lance - Cesar Romero - Dino De Laurentiis - Ed Ames - Ed Asner - Elizabeth Taylor - Elvis Presley - Franklin D. Roosevelt - Fred Silverman - George Wallace - Henry Kissinger - Hermann Göring - Jack Kerouac - Jawaharlal Nehru - Jimmy Hoffa - Joe Cocker - John Lennon | - Julia Child - Leonid Bréjnev - Ludwig van Beethoven - Marlon Brando - Menachim Begin - Richard Daley - Robert Blake - Roy Orbison - Sam Peckinpah - Sanjay Gandhi - Steve Rubell - Sun Myung Moon - Tip O'Neill - Truman Capote - Vasiliy Alekseyev - William Shatner - Woody Hayes - Yasser Arafat |